# Hiatus sacralis
Az gerinccsatorna keresztcsonti szakaszának (canalis sacralis) alsó nyílása a (hiatus sacralis).
A sacrum (többes szám: sacra vagy sacrums), az emberi anatómiában egy nagy, háromszög alakú csont a gerinc tövében, amely a keresztcsigolyák (S1 – S5) 18 és 30 éves kor között történő összeolvadásával alakul ki.
A keresztcsont a medenceüreg felső, hátsó részén helyezkedik el, a két medenceszárny között. Négy másik csonttal alkot ízületet. A keresztcsont két oldalsó nyúlványát alae-nek (szárnyaknak) nevezik, és a iliummal az L alakú sacroiliacalis ízületekben artikulálnak. A keresztcsont felső részének csatlakozása az utolsó lumbális csigolya (L5), alsó része pedig a farokcsonthoz csatlakozik a keresztcsonti és a farokcsonti sarokcsonton keresztül.
A keresztcsontnak három különböző felülete van, amelyek úgy vannak kialakítva, hogy a környező medencei struktúrákhoz alkalmazkodjanak. Összességében konkáv alakú (önmagára görbült). A keresztcsont alapja, a legszélesebb és legfelső rész, belsőleg a keresztcsont előcsúcsaként előre dől. A középső rész kifelé, az anatómiai hátsó rész felé ívelt, így nagyobb helyet biztosít a medenceüreg számára.
Minden más négylábú gerincesen a medencecsigolyák hasonló fejlődési folyamaton mennek keresztül, hogy felnőttkorban keresztcsontot alkossanak, még akkor is, amikor a csontos farokcsigolyák még össze nem olvadnak. A keresztcsigolyák száma némileg változik. Például a ló S1 – S5 csigolyája összeolvad, a kutya S1 – S3 csigolyája összeolvad, és a patkány négy medencecsigolyája összeolvad az ágyéki és a farokcsigolya között.
A Stegosaurus dinoszaurusz a keresztcsontban egy jelentősen megnagyobbodott idegcsatornával rendelkezett, amelyet „hátsó agyi tok”-ként jellemeztek.